# دايفيد بول (ممثل)
دايفيد بول (بالإنجليزية: David Paul)‏ هو ممثل أمريكي، ولد في 8 مارس 1957 بكونيتيكت في الولايات المتحدة. بدأ مشواره المهني سنة 1983.

## وصلات خارجية
- دايفيد بول على موقع IMDb (الإنجليزية)
- دايفيد بول على موقع روتن توميتوز (الإنجليزية)
- دايفيد بول على موقع قاعدة بيانات الفيلم (الإنجليزية)